# Star (Idaho)
Star è una città degli Stati Uniti d'America, situata nello Stato dell'Idaho, nella Contea di Ada.